# Sapoteae

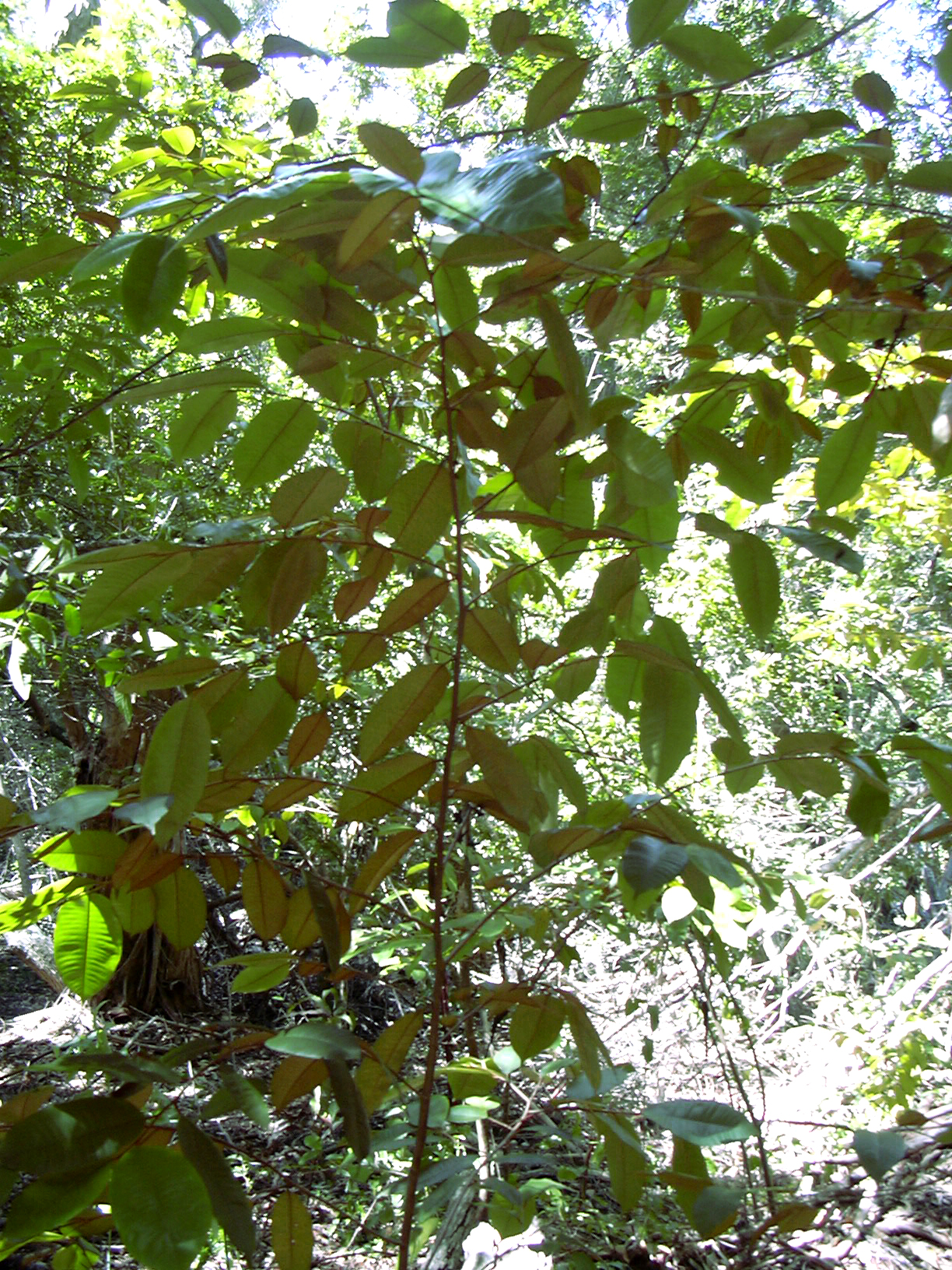
Chrysophyllum

Sapoteae, na classificação taxonômica de Jussieu (1789), é uma ordem botânica da classe Dicotyledones, Monoclinae (flores hermafroditas ), Monopetalae ( uma pétala), com  corola hipogínica (quando a corola se insere abaixo do nível do ovário).
Apresenta os seguintes gêneros:
- Jacquinia, Manglilla, Sideroxilum, Bassia, Mimusops, Imbricaria, Chrysophyllum, Lucuma, Achras, Myrsine, Inocarpus, Olax, Leea.